# It's a Heartache
"It's a Heartache" is een nummer van de Britse zangeres Bonnie Tyler uit 1977.
De single is geschreven door Ronnie Scott en Steve Wolfe en werd geproduceerd door beide schrijvers en David Mackay. In november 1977 werd het nummer als single uitgebracht door RCA Records met "Got So Used To Lovin' You" als B-kant. Het nummer stond bovenaan de hitlijsten in Australië, Canada en een aantal Europese landen. In Nederland bereikte het de derde plek in de Top 40. Wereldwijd werden van "It's a Heartache" ongeveer zes miljoen exemplaren verkocht.
"It's a Heartache" was een van de eerste opnames die Tyler maakte na een chirurgische ingreep om knobbeltjes van haar stembanden te verwijderen. De medische ingreep zorgde voor het kenmerkende hese geluid van Tylers stem.
RCA was terughoudend om de single uit te brengen. Het label was bezig met het opnieuw uitgeven van de catalogus van Elvis Presley na zijn overlijden in augustus van 1977 en dit leek lucratiever dan het uitbrengen van nieuwe singles. Nadat Mackay, Scott en Wolfe dreigden hun contract met RCA te beëindigen, bracht RCA de single alsnog uit.
Het nummer werd al in 1978 tweemaal gecoverd. Juice Newton bracht een versie uit Capitol Records en Ronnie Spector via Alston Records. In de VS werden beide singles, alsmede het origineel van Tyler, in dezelfde week uitgebracht. Tylers versie behaalde de derde plek in de Amerikaanse hitlijsten, die van Newton kwam niet verder dan plek 86 en die van Spector haalde de Billboard Hot 100 niet.

## NPO Radio 2 Top 2000
| Nummer met noteringen in de NPO Radio 2 Top 2000 | '99  | '00 | '01  | '02  | '03  | '04  | '05  | '06 | '07  | '08  |
| ------------------------------------------------ | ---- | --- | ---- | ---- | ---- | ---- | ---- | --- | ---- | ---- |
| It's a Heartache                                 | 1702 | -   | 1537 | 1980 | 1963 | 1715 | 1842 | -   | 1837 | 1960 |

1. ↑  Een '-' betekent dat het nummer niet was genoteerd en een vetgedrukt getal geeft de hoogste notering aan.
2. ↑  Deze tabel is bijgewerkt tot en met de laatste editie (2024).